# Soera De Vrouwen
Soera De Vrouwen is een soera uit de Koran.
In deze soera wordt aangegeven dat in bepaalde omstandigheden een man met ten hoogste vier vrouwen mag trouwen behalve de slavinnen die hij in bezit heeft. Het erfrecht wordt er geopenbaard. De christelijke Drie-eenheid wordt verworpen en sommige ayat richten zich tegen de vroege joden en tegen de huichelaars.

## Inhoud
In aya 3 wordt bepaald dat moslims met maximaal vier vrouwen kunnen trouwen. De historische context toont aan dat veldslagen veel mannen het leven kostten, waardoor weduwen, vaak met kinderen, zonder middelen achterbleven. Omdat binnen de islam alleen het huwelijk is toegestaan, werd polygamie (tot vier vrouwen) toegestaan, mits gelijke behandeling gewaarborgd werd. Bij twijfel hierover wordt aangeraden slechts één vrouw te huwen.
Ayat 6-13 gaan over de wetten met betrekking tot de erfenis. In de tijd van Mohammed betekende de invoering van het erfrecht een grote verandering, omdat hierin vastgelegd werd dat vrouwen ook recht op een gedeelte van de erfenis hadden.
In ayat 20-27 wordt besproken welke huwelijken toegestaan zijn en welke verboden. Volgens aya 24 is het toegestaan met gevangenen gewonnen uit oorlog te trouwen.
Zelfmoord wordt veroordeeld in aya 29.
In aya 34 wordt verteld hoe mannen kunnen omgaan met hun vrouwen indien ze ongehoorzaam zijn. Ze kunnen hen waarschuwen, weigeren het bed met hen te delen en hen 'slaan'. Dit vers wordt vaak vertaald met het woord daraba als "slaan", maar dit Arabische woord kent meerdere betekenissen, waaronder "verlaten" of "zich terugtrekken". De profeet Mohammed sloeg nooit een vrouw en spoorde mannen aan om goed voor hun echtgenotes te zijn, zoals blijkt uit de hadith: 
"De beste onder jullie zijn degenen die het beste zijn voor hun vrouwen." (Tirmidhi). 
Zijn metgezellen volgden dit voorbeeld. In deze context wordt daraba door sommige geleerden geïnterpreteerd als een symbolische of figuurlijke handeling, zoals tijdelijke scheiding, in plaats van fysieke bestraffing.
In aya 144 wordt bevolen niet ongelovigen in plaats van gelovigen als bondgenoten te nemen. Destijds werkten de niet-moslims vaak (stiekem) samen om de moslims tegen te werken of aan te vallen. 
Volgens aya 145 gaan moenafiekien (huichelaars) naar het laagste deel van de hel.
In aya 157 wordt gesteld dat men denkt dat Isa (Arabische naam van Jezus) gekruisigd is, maar dat dit slechts zo leek.
In aya 171 wordt de Drie-eenheid verworpen.